# Koordinadora Abertzale Sozialista
Koordinadora Abertzale Sozialista (KAS, del euskera: Coordinadora Patriota Socialista) fue un órgano colectivo activo en el País Vasco (España). Agrupaba a diferentes partidos políticos, sindicatos, movimientos sociales y organizaciones terroristas del espectro político de la denominada izquierda abertzale. Su fin era coordinar las diferentes acciones de las organizaciones afines al Movimiento de Liberación Nacional Vasco (MLNV), tanto legales como ilegales, tendentes a la consecución de sus objetivos políticos, así como a servir de mesa de debate entre ellas.

## Origen
El germen de KAS empezó a tomar forma en 1974, a propuesta de Eusko Langile Indarra (ELI), para coordinar las acciones de protesta en contra del consejo de guerra abierto contra los activistas de ETA (pm) José Antonio Garmendia y Ángel Otaegui, acusados del asesinato del guardia civil Gregorio Posadas.
El 1 de agosto de 1975, surge KAS, publicándose un comunicado de presentación firmado por representantes de las diferentes fuerzas que la integraban en aquel momento: Eusko Alderdi Sozialista (EAS), Herriko Alderdi Sozialista (HAS), Langile Abertzale Iraultzaileen Alderdia (LAIA) y ETA (pm). Asimismo contaba con el apoyo de ETA (m) y los sindicatos Langile Abertzaleen Batzordeak (LAB) y Langile Abertzale Komiteak (LAK).
Casi desde su nacimiento, ETA (m) y ciertos sectores de KAS consideraron que la evolución de esta era entorpecida por la dirección de ETA (pm), a la que consideraban demasiado pactista y reformista. Así, se formaron dos posturas principales dentro de KAS:
1. La de la dirección de ETA (pm), que buscaba ampliar KAS a todas las organizaciones de izquierdas de Euskadi, aun siendo éstas de ámbito estatal. Con ello argumentaban que las reivindicaciones vascas quedarían ligadas a las de ruptura democrática a nivel de estado.
2. La de EHAS y LAIA, que proponían concretar objetivos estratégicos, sus objetivos finales, y los objetivos tácticos, a corto plazo, de KAS. Las conversaciones para perfilar una alternativa concreta comienzan a principios de 1976, y en ellas se perfilan dos líneas, de las que triunfó la primera.
  1. Una tipo democrático-burgués radical, defendida por EHAS y ETA (pm), apoyada por LAB y respaldada finalmente por ETA (m).
  2. Y otra de tipo popular, defendida por LAIA y apoyada por un sector de LAK.

Asimismo, en el seno de este organismo se dio el enfrentamiento entre las dos ramas de ETA; en el cual ETA (m) propugnaba la conversión de ETA (pm) en un partido obrero para que, de esa forma, ETA (m) quedara como única organización armada dentro del ámbito de la izquierda abertzale.

## La Alternativa KAS
El 18 de agosto de 1976 EHAS, ETA (pm), LAIA, LAB y LAK reunidos en sesión extraordinaria de KAS formalizan un acuerdo de cuatro puntos; EHAS, ETA (pm) y LAIA firman un Manifiesto que definiría los objetivos estratégicos de KAS: el Estado Vasco Independiente, Socialista, Reunificado y Euskaldun. De igual forma, EHAS, ETA (pm), LAB y LAK aprobarían una Alternativa política táctica para Euskadi, la conocida como Alternativa KAS. Se valoraba en KAS en aquel momento que la consecución de esos puntos mínimos –conocidos como la Ruptura Democrática o la Reconstrucción Nacional- se podía llevar a cabo en un plazo de tiempo relativamente corto y que sería posteriormente cuando vendría una larga lucha para conseguir los objetivos finales.
La adopción en 1976 de dicha Alternativa táctica produjo una crisis interna en LAIA, que desembocó en la ruptura del partido en dos sectores: LAIA (bai), que aceptaba la alternativa, y LAIA (ez) que no la aceptaba al considerar que era asumible por la burguesía. De este último sector, que contó con el apoyo de LAK, surgieron los Comandos Autónomos Anticapitalistas. Finalmente LAIA (bai) volvió a denominarse simplemente LAIA. 
En 1977 Abertzale Sozialista Komiteak (ASK), organización para el movimiento popular vasco, creada en 1976, entra en KAS. Sin embargo tanto ASK como LAB no eran miembros de pleno derecho de KAS en aquel momento, pues adoptaban la forma de organizaciones de masas y fijaban sus objetivos no en la independencia y el socialismo, sino en la liberación nacional y la liberación social; eran órganos consultivos, con voz pero sin voto. A su vez, ETA (m) y ETA (pm) también pasarían a ser miembros consultivos por dos razones:
1. para evitar que la acción policial contra ellas pudiera extenderse a los demás miembros de KAS;
2. para no comprometer posibles alianzas del resto de organizaciones de KAS.

El 28 de febrero de 1977 se crea Euskal Erakunde Herritarra, formado por los partidos integrantes de KAS, más el Partido Carlista de Euskalherria (EKA), Eusko Sozialistak (ES), Euskal Sozialistak Elkartzeko Indarra (ESEI), el Partido del Trabajo de España (PTE), la Organización Revolucionaria de Trabajadores (ORT), la Organización de Izquierda Comunista (OIC), Liga Komunista Iraultzailea (LKI, antes ETA VI) y el Movimiento Comunista de Euskadi (MCE), entre otros. La base de este organismo era la Alternativa KAS, pero su vida sería efímera, de lo cual se acusó a la dirección de ETA (pm). El 3 de abril de ese año Euskal Iraultzarako Alderdia (EIA), un partido de reciente formación ligado a ETA (pm), también ingresa en KAS.

## Divisiones internas
Las elecciones generales de 1977 y las diferentes posturas dentro KAS, hicieron que EIA y ETA (pm) abandonaran KAS. Tiempo más tarde, la asamblea de ETA (pm) expulsará a su dirección acusándola de reformista por querer abandonar el terrorismo y buena parte de los comandos Bereziak (especiales) de ETA (pm) se fusionan con ETA (m), pasando esta a denominarse simplemente ETA cuando finalmente ETA (pm) abandona el terrorismo en 1982.
Esta división en el seno de KAS se debió a que los sectores favorables a EIA y ETA (pm), llamados liquis (de liquidicionistas) por los sectores cercanos a ETA (m), valoraban que en España ya se había constituido una democracia burguesa, y que, por lo tanto, para ellos, había que priorizar la lucha institucional a la lucha de masas, abandonandando la Alternativa KAS y liquidando la lucha armada. Esto se tradujo en que finalmente EIA participó, dentro de la coalición Euskadiko Ezkerra (EE), en las elecciones de 1977, frente a la postura del resto de KAS de pedir la abstención hasta que se decretara una amnistía total.
Por su parte, desde ETA (m), EHAS y LAIA consideraban que en Euskadi todavía no había democracia y apostaban por la Ruptura Democrática, por medio de la Alternativa KAS; para estas organizaciones, la lucha de masas era más importante que la lucha institucional y la lucha armada era un tipo de lucha fundamental.

### HASI

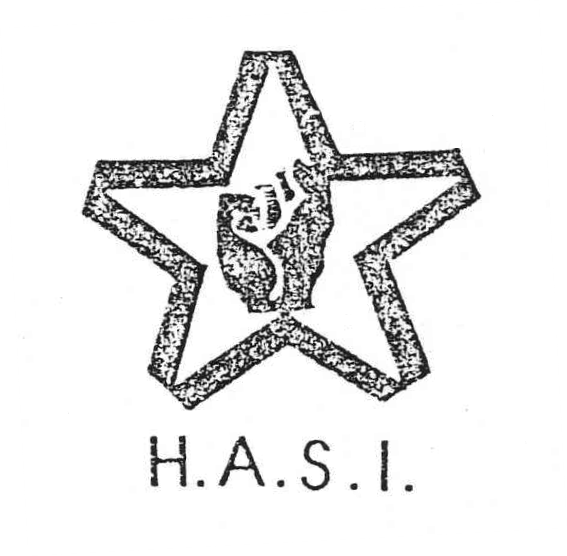
Anagrama de HASI.

Por otra parte, EHAS se refundó en Herri Alderdi Sozialista Iraultzailea (HASI), incorporándose a este proceso Eusko Sozialistak e independientes, celebrando HASI su Asamblea Fundacional en Arechavaleta después de las elecciones de 1977. Más tarde, en su Congreso de Urberoaga, en mayo de 1978, la base expulsa a toda la Dirección menos a dos de sus miembros debido a que chocan dos posturas en su seno:
1. La mayor parte de la Dirección, de tendencia eurocomunista, considera a KAS única y exclusivamente como un ‘marco de acuerdos preferenciales’, es decir, que cada organización podría tomar sus propias decisiones si dentro de KAS no se alcanzaban acuerdos. Estos miembros de HASI formarían más tarde el colectivo Euskal Kidego Iraultzaile Abertzalea (EKIA), que se integraría en EE.
2. Sin embargo, las bases (de tendencia marxista-leninista), con el apoyo de ETA, concibían KAS como el Bloque Dirigente.

En septiembre de 1978 se celebra en Lequeitio la 2ª parte del I Congreso de HASI, y en septiembre de 1983 celebraría su II Congreso. Asimismo, a partir de 1978, ETA y HASI valoran que era necesario crear una organización juvenil de izquierda abertzale, que sería Jarrai.

### LAB
Dentro del sindicato LAB también surgió un debate interno debido a dos concepciones de la organización opuestas:
1. La reformista, o economicista, que representaban sectores cercanos a EIA;
2. La revolucionaria, que representaban los sectores próximos a KAS, y para la cual la lucha sindical debía estar unida a la lucha global y a los objetivos de KAS.

Entre estos bloques, se impuso el primero por una diferencia mínima de 7 votos, lo que llevó a que, con el apoyo de EIA, LAB abandonara KAS en su I Congreso. Desde ese momento se crea una corriente interna denominada LAB-KAS con el objetivo de volver a integrar a LAB en KAS. También comienza una operación desde EIA-EE para disolver LAB e integrar a esta organización en Euskal Langileen Alkartasuna-Solidaridad de los Trabajadores Vascos (ELA-STV). Finalmente este acontecimiento no se llevó a cabo, marchándose el sector afín a EE para integrarse en ELA-STV. En el II Congreso de LAB celebrado en 1980 en Lejona salieron elegidos 6 miembros del Secretariado Nacional que eran apoyados por la Mesa Nacional de KAS favorables la reintegración de LAB a KAS, hecho que posteriormente en Ormáiztegui se ejecutó.

### Herri Batasuna
En 1978 se creó la Mesa de Alsasua, de la que más tarde surgió Herri Batasuna (HB); y las agrupaciones políticas que integraban KAS (LAIA y HASI) junto con otros partidos de izquierda nacionalista no pertenecientes a KAS, como el Partido Socialista Vasco (ESB-PSV) y Acción Nacionalista Vasca (ANV), se organizaron en torno a HB para participar en las elecciones democráticas.
Mientras, se genera otro debate dentro de KAS: LAIA no acepta la teorización del Bloque Dirigente y defiende que es el partido, Herri Batasuna, quien practica la lucha de masas y quien debe llevar la dirección del proceso de Euskadi. Finalmente, al no aceptarse su postura, LAIA abandona KAS en 1980.

## Ilegalización
En un auto de la Audiencia Nacional firmado por Baltasar Garzón en enero de 1996 se señalaba que KAS debía ser investigada ya que era muy posible que sus miembros pudieran pertenecer a ETA, tanto como miembros de la dirección como de colaboradores. Según este auto, KAS sirvió de organismo coordinador de los elementos afines a ETA y su entorno, quedando ETA como brazo armado, Herri Batasuna como brazo político, Jarrai como organización juvenil, LAB como sindicato y las Gestoras Pro Amnistía como defensoras de los presos de la banda. De igual modo incidía en que, desde las elecciones generales de 1979, los miembros de KAS fueron ganando peso en la dirección de Herri Batasuna, considerándoseles la parte más radical e intransigente en su postura respecto a un posible abandono de la violencia. 
Generalmente sus adversarios han acusado a KAS de ser quien señalaba y amenazaba a las víctimas de ETA, fueran políticos, periodistas o policías; aunque siempre ha resultado difícil que las denuncias hacia la coordinadora prosperaran judicialmente dada la difilcultad de identificar a los responsables directos, pues KAS siempre fue una organización alegal. Finalmente, el 20 de noviembre de 1998 KAS fue declarada como organización ilegal por servir de soporte político a las actividades terroristas de ETA así como por considerarla parte de esta.
Tras su ilegalización en aquel momento su papel cayó en una nueva organización, Ekin. Sin embargo, el 19 de diciembre de 2007, la Audiencia Nacional consideró que las organizaciones que configuraban el denominado frente político de ETA (KAS, Ekin y Xaki) formaban parte de las entrañas y el corazón de la organización terrorista, condenando a 46 de los 52 acusados a más de 500 años de cárcel por pertenencia a estas organizaciones, si bien el Tribunal Supremo rebajaría las penas posteriormente.